# 硕垒
硕垒（1577年—1655年），喀尔喀蒙古车臣汗，博尔济吉特氏，谟啰贝玛的儿子，阿敏都喇勒的孙子。号玛哈萨嘛谛。车臣汗部二十三札萨克都是他的后裔。
硕垒开始隶属于察哈尔部林丹汗，林丹汗死后，他在乌珠穆沁、浩齐特等暂时归附的部落拥戴下，自称共戴玛哈萨嘛谛车臣汗，一定程度继承蒙古汗国的汗统，并一度致书囊囊太后和额哲要求其投奔。1635年，致信皇太极，送驼马。1636年春，因为和明朝互市卖马，被皇太极责怪。1638年，清朝让硕垒贡献九白之贡（白驼一、白马八）。顺治三年（1646年），硕垒诱使苏尼特部长腾机思叛清，遣子本巴等率兵3万救援，被清军击败。顺治五年（1648年），腾机思归降，硕垒也遣使献一千驼马入谢来改善和清朝的关系，顺治帝命他遣子弟入朝。顺治九年（1652年）因为妄争岁贡赏，被清朝斥责、罢贡。死后其子巴布即位。

### 文献
- 《中国民族史人物辞典》